# Bandarjo
Bandarjo is een bestuurslaag in het regentschap Semarang van de provincie Midden-Java, Indonesië. Bandarjo telt 8959 inwoners (volkstelling 2010).